# Wereldkampioenschap oriëntatielopen voor masters 1999
Het Masters Wereldkampioenschap Oriëntatielopen 1999 zijn de veteranen wereldkampioenschappen oriëntatielopen die gehouden zijn in 1999. Deze versie van de Masters Wereldkampioenschap Oriëntatielopen werd gehouden in gaststad Aarhus in Denemarken.

## Mannen
| Categorie | Goud                     | Zilver                     | Brons                     |
| --------- | ------------------------ | -------------------------- | ------------------------- |
| M35       | SWE Mats Hellstadius     | GBR Jon Musgrave           | NOR Arild Aasheim         |
| M40       | SWE Sixten Westlund      | FIN Ari Kattainen          | SWE Bengt Levin           |
| M45       | RUS Vitali Chegarovski   | NOR Sigurd Dæhli Løten     | SWE Svend Erik Mathiassen |
| M50       | SUI Dieter Wolf Søiliamt | FIN Timo Harju Vehkalahden | FIN Veikko Loukonen       |
| M55       | SWE Rune Rådeström       | FIN Raimo Karvonen         | DEN Arne Grøndahl         |
| M60       | SWE Roland Karlsson      | SWE Göran Karlsson         | DEN Kai Ø. Laursen        |
| M65       | SWE Peo Bengtsson        | FIN Arvo Mikkonen          | FIN Paavo Pystynen        |
| M70       | SWE Ture Gunnarsson      | SWE Nisse Bohman           | FIN Aarne Puurtinen       |
| M75       | SWE Harry Ahlqvist       | FIN Jouko Knaapi           | SWE Anders Dovlin         |
| M80       | SWE Erik Sillerström     | SWE Håkon Blommegård       | SWE Arne Larsson          |
| M85       | SWE Gunnar Lillieroth    | FIN Esko Elmiö             | SWE Elis Ohlstrom         |
| M90       | SWE Arthur Lindkvist     |                            |                           |

## Vrouwen
| Categorie | Goud                   | Zilver                | Brons                     |
| --------- | ---------------------- | --------------------- | ------------------------- |
| W35       | SWE Laila Höglund      | FIN Anne Nurmi        | FIN Auli Hovikorpi        |
| W40       | GER Heidrun Finke      | SWE Jannike Wåhlberg  | CZE Ada Kucharova         |
| W45       | NZL Roz Clayton        | CZE Magdalena Horova  | RUS Tatiana Barsoukova    |
| W50       | SWE Karin Gustafsson   | RUS Galina Vecchininn | SUI Yvette Zaugg Søiliamt |
| W55       | GBR Carol McNeill      | SWE Birgitta Olsson   | SWE Ulla Linde            |
| W60       | SWE Eivor Steen-Olsson | FIN Eila Pekkarinen   | SWE Asta Sjöberg          |
| W65       | SWE Clarie Ek          | FIN Eila Rintanen     | UKR Lilia Poh             |
| W70       | SWE Ulla-Britta Hall   | FIN Sole Nieminen     | SWE Signe Nyman           |
| W75       | SWE Astrid Andersson   | NOR Lillian Røss      | GBR Jean Velecky          |
| W80       | GBR Elizabeth Brown    | GER Luise Finke       | SWE Inga Löwdin           |
| W85       | EST Leida Sevruk       |                       |                           |

## Medaillespiegel
| Plaats | Land | Goud | Zilver | Brons | Totaal |
| ------ | ---- | ---- | ------ | ----- | ------ |
| 1      | SWE  | 16   | 5      | 9     | 30     |
| 2      | GBR  | 2    | 1      | 1     | 4      |
| 3      | RUS  | 1    | 1      | 1     | 3      |
| 4      | GER  | 1    | 1      | -     | 2      |
| 5      | SUI  | 1    | -      | 1     | 2      |
| 6      | EST  | 1    | -      | -     | 1      |
|        | NZL  | 1    | -      | -     | 1      |
| 8      | FIN  | -    | 10     | 4     | 14     |
| 9      | NOR  | -    | 2      | 1     | 3      |
| 10     | CZE  | -    | 1      | 1     | 2      |
| 11     | DEN  | -    | -      | 2     | 2      |
| 12     | UKR  | -    | -      | 1     | 1      |